# Metrópolis (programa de televisión)
Metrópolis es un programa de televisión de periodicidad semanal que se emite en La 2 de RTVE. Su temática aborda la cultura y el arte contemporáneo en diferentes disciplinas. Con más de 1.300 emisiones, desde su estreno en abril de 1985, se trata de uno de los programas más longevos realizados en la televisión de España y uno de los referentes en su género a nivel europeo.

## Historia
Metrópolis emitió su primer programa el 21 de abril de 1985 y desde entonces no ha interrumpido su emisión pero sí ha variado su frecuencia, que ha oscilado entre semanal y diaria, siendo considerado el programa cultural más longevo de la televisión en España. 
El espacio se ha consolidado como un lugar donde dar visibilidad a artistas y tendencias culturales que han ido surgiendo y así dar a conocer sus obras a través de las pantallas. 
Cada capítulo trata sobre un artista, género o movimiento diferente que explica sus obras a través de reportajes, entrevistas y vídeos. 
La temática del programa está definida por el arte contemporáneo en sus diferentes corrientes. Su actual directora, María Pallier, explica el origen del espacio en el surgimiento de certámenes de videoarte a comienzos de los años 80, el impulso a la creación audiovisual en España y la intención de recorrer la creación contemporánea de metrópolis como Tokio, Nueva York, Ámsterdam o Quebec que protagonizaron los primeros programas.
La dirección y equipo del programa ha ido cambiando a lo largo del tiempo. Su primer director, Alejandro Gómez Lavilla (1985-1991), junto con su equipo, desarrollaron la idea que dio vida a este espacio televisivo.

"Dar a conocer a personas y áreas que nunca aparecen en la televisión y ofrecer un tratamiento formal que sea creativo y sugerente, que huya de los tópicos televisivos, de la verborrea y el barroquismo. De ahí que nuestro programa sea casi mudo y otorgue prioridad absoluta a la imagen."
Alejandro G. Lavilla (Diario El País, 1986) 

Marina Collazo fue la segunda directora (1991-1998) en una época en la que se plantea ampliar los contenidos del programa para captar un mayor número de seguidores.

"Metrópolis es un programa, de vocación minoritaria, pero eso habría que relativizarlo. En sus capítulos de menos aceptación, el programa oscila entre 400.000 y el millón de espectadores, así que lo de minoritario es muy relativo. Además, la tendencia es que la audiencia está subiendo desde los dos últimos años. Como Metrópolis abarca un espectro tan amplio de actividades, a quien no le interesa la pintura o la danza le puede interesar la música o la publicidad. De este modo, conseguimos cubrir también un amplio espectro de público. Hay espectadores para todo tipo de temas".
Marina Collazo (Diario El País, 1995) 

Durante la etapa de la tercera directora del programa (1998-2008), Alina Iraizoz, se potenciaron los programas temáticos.

"(Incrementar los reportajes de producción propia) Es la verdadera asignatura pendiente del programa. (...) La falta de presupuesto obliga a comprar material extranjero. Afortunadamente, la mayoría de las veces es de excelente calidad. (...) Además, el equipo del espacio ha viajado a Estados Unidos hasta la sede del Siggraph, el paraíso de las últimas tendencias en imágenes de síntesis".
Alina Iraizoz (Diario El País, 1998) 

Desde 2008 la directora del programa es María Pallier quien, a través de nuevas tecnologías como las redes sociales e internet, ha aumentado la visibilidad del programa y su difusión. Con un equipo integrado por ocho personas entre guionistas, realizadores o productores, el formato en la actualidad sigue con las mismas constantes de su fundación.

"En realidad, sí hubo momentos en la historia del programa en los que se experimentó con cambios del formato. En 1986, por ejemplo, Metrópolis fue diario y aunque se produjo algún que otro monográfico, más bien era un magazine con reportajes varios. A lo largo de los 15 años que llevo en la redacción, le hemos dado vueltas al asunto, pero siempre llegando a la conclusión de que está muy bien como está y ¿por qué cambiar algo que funciona bien?. El secreto creo que está en el formato monográfico, ya sea alrededor de un tema específico, un artista o una tendencia, porque de este modo son programas más resistentes al envejecimiento y más aptos para fines educativos. El espectador agradece que las obras se le presenten contextualizadas. Un espectador me dijo una vez que ver Metrópolis era como hacer una visita guiada a una exposición."
María Paller (Diario Sur, 2010) 

### Metrópolis, 30 años en Vanguardia
Con motivo del 30 aniversario del programa en 2014 se llevó a cabo una exposición producida por la Fundación Canal y Radio Televisión Española. Su directora María Pallier fue la comisaria de la exposición «Metrópolis, 30 años en Vanguardia». Un homenaje a todo el trabajo realizado durante tres décadas en las que se muestra la evolución de las vanguardias, con la exposición de las obras de más de cien artistas destacados en diferentes disciplinas como pintura, fotografía, videoarte, escultura o videoperformance.

"Metrópolis sigue con fuerza en una cadena que rema a contracorriente y que no participa en la liga de las audiencias. (...) Es un servicio público de televisión, pensamos en los ciudadanos que no viven en las grandes ciudades con una amplia oferta cultural”.
Manel Arranz (Director de La 2, 2014) 

## Formato
El programa aborda un aspecto cultural y artístico temático cada semana con una duración aproximada de 25 minutos. Algunas disciplinas que se abordan habitualmente son la publicidad, la fotografía o el videoarte además de reseñar bienales, exposiciones internacionales, artistas o colectivos culturales. Su formato carece de presentador y su montaje y ritmo es inusual, en cuanto a la utilización del sonido y los silencios, las cortinillas o los movimientos de cámara.